# 어그로 드ㄹ1프트
"어그로 드ㄹ1프트"(영어: Aggro Dr1ft)는 2023년 제작된 미국의 실험 액션 영화로, 하모니 코린이 감독을 맡았다.